# Eupatoriinae
 Eupatoriinae  Dumort., 1827 è una sottotribù di piante spermatofite dicotiledoni appartenenti alla famiglia delle Asteraceae (sottofamiglia Asteroideae, tribù Eupatorieae).

## Etimologia
Il nome di questa sottotribù deriva dal suo genere più importante Eupatorium la cui etimologia deriva dal greco: “nascita da padre nobile”, facendo riferimento a Mitriade Eupatore, che fu re del Ponto nel I secolo a.C. e al quale si attribuisce il primo utilizzo medicinale delle specie di questo genere.
Il nome scientifico della sottotribù è stato definito per la prima volta dal botanico, naturalista e politico belga Barthélemy Charles Joseph Dumortier (Tournai, 3 aprile 1797 – 9 giugno 1878) nella pubblicazione "Analyse des Familles de Plantes: avec l'indication des principaux genres qui s'y rattachent. Tournay -  31" del 1827.

## Descrizione
Le specie di questa sottotribù hanno un ciclo biologico annuale o perenne. L'habitus è erbaceo o sub-arbustivo.
Le foglie lungo il caule sono disposte per lo più in modo opposte o a spirale; nella parte alta possono essere disposte in modo alterno.
Le infiorescenze sono terminali di tipo corimboso o piramidale. Sono composte da diversi capolini sessili o con corti pedicelli. I capolini sono formati da un involucro formato da diverse squame disposte in modo sub- embricato al cui interno un ricettacolo fa da base ai fiori tutti tubulosi. Le squame spesso sono scariose o sclerificate. Il ricettacolo è poco convesso ed è glabro.
I fiori sono tetra-ciclici (con quattro verticilli: calice – corolla – androceo – gineceo) e pentameri (ogni verticillo è composto da cinque elementi). Il numero dei fiori varia da 3 a 23.

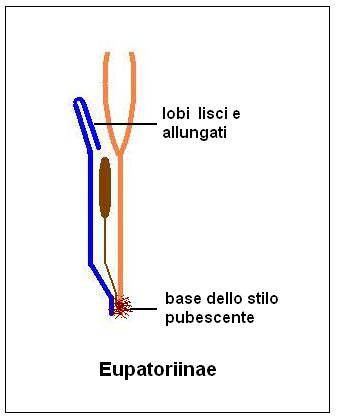
Sezione del fiore

Formula fiorale: per queste piante viene indicata la seguente formula fiorale:
* K 0/5, C (5), A (5), G (2), infero, achenio
I sepali del calice sono ridotti ad una coroncina di squame.
La corolla ha i lobi lisci nella parte interna. Il colore dei fiori è principalmente rosso -porporino, ma vi sono specie con colori rosa, rosa pallido fino a bianchi, ma anche (sebbene più raramente) lillacino, blu o violetto. Non esistono varietà gialle.
L'androceo è formato da 5 stami con filamenti liberi e antere saldate in un manicotto circondante lo stilo.
Il gineceo ha un ovario uniloculare infero formato da due carpelli. Lo stilo è lungo e bifido; la base non è allargata (è priva di nodi basali) ed è pubescente. Gli stigmi sono lineari (senza allargamenti apicali – a parte il genere Stomatanthes) con superfici densamente papillose (piccole papille). Le linee stigmatiche sono marginali.
I frutti sono degli acheni con pappo. Gli acheni sono provvisti di 5 angoli; il corpo è glabro. Il carpoforo (obsoleto) ha una forma allargata. Il pappo è formato da molte setole capillari.

## Distribuzione e habitat
Le specie di questa sottotribù sono distribuite soprattutto nelle zone nord temperate (e in parte nelle corrispondenti zone dell'emisfero australe) con concentrazioni nel Nord America. Il suo genere più grande Eupatorium ha una distribuzione pressoché cosmopolita.

## Tassonomia
La famiglia di appartenenza di questo gruppo (Asteraceae o Compositae, nomen conservandum) è la più numerosa del mondo vegetale, comprende oltre 23000 specie distribuite su 1535 generi (22750 specie e 1530 generi secondo altre fonti). La sottofamiglia Asteroideae è una delle 12 sottofamiglie nella quale è stata suddivisa la famiglia Asteraceae, mentre Eupatorieae è una delle 21 tribù della sottofamiglia. La tribù Eupatorieae a sua volta è suddivisa in 17 sottotribù (Eupatoriinae è una di queste).

### Filogenesi

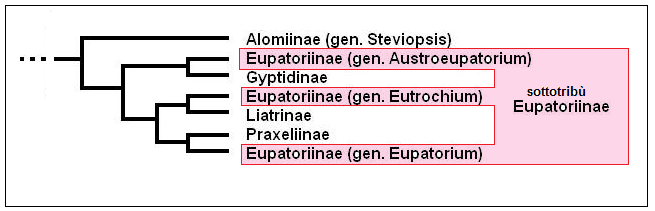
Cladogramma della sottotribù

Questo è uno dei gruppi meglio studiati della tribù delle Eupatorieae. In passato la maggior parte delle specie degli altri generi della sottotribù (ma anche di altri gruppi tassonomici come  Ageratina, Chromolaena, Critonia, Conoclinium, Fleischmannia, Koanophyllon, Tamaulipa) erano incluse in Eupatorium. In seguito al lavoro di R.M. King & H. Robinson, ora il gruppo comprende 4 generi. Da un punto di vista filogenetico la sottotribù occupa una zona centrale nell'ambito della tribù, ma non è monofiletica. In particolare risulta “gruppo fratello” (o sono vicine) delle sottotribù Gyptidinae, Liatrinae e Praxeliinae (vedi cladogramma a lato tratto dalla pubblicazione citata).
Fenomeni di poliploidia e apomissia delle specie di questo gruppo (alcune piante comprendono sia specie diploidi sessuali che poliploidi apomittiche) complicano la tassonomia della sottotribù. Le Eupatoriinae hanno quindi bisogno di ulteriori studi per circoscrivere ancor più esattamente i vari gruppi. Per alcuni autori ad esempio il genere  Eupatoriadelphus  R.M. King & H. Rob., 1970  è incluso nel genere Eupatorium come Eutrochium group, mentre per altri botanici dovrebbe avere una collocazione autonoma (per ancora altri botanici la denominazione dovrebbe essere Eutrochium)). Anche la posizione del genere Stomatanthes è controversa (alcuni studi indicano una stretta relazione con i generi della sottotribù Praxeliinae o anche in base al sequenziamento del DNA con Gyptidinae).
La tribù Eupatorieae (e quindi le sue sottotribù) fa parte del gruppo Heliantheae Alliance; che a sua volta fa parte della sottofamiglia Asteroideae (una delle due grandi divisioni della famiglia – l'altra è il “supergruppo” Non-Asteroideae contenente il resto delle undici sottofamiglie). L'”annidamento” come clade monofiletico delle Eupatorieae all'interno dell'alleanza è confermato da diversi studi molecolari. Il gruppo “Heliantheae Alliance” si distingue soprattutto per le brattee involucrali disposte su 1 – 3 serie, per le teche delle antere che sono spesso annerite e senza speroni e code, per la presenza di peli sotto la divisione dello stilo, per i rami dello stilo (gli stigmi) s'incurvano a maturità e per le appendici dello stilo che sono solitamente più corte della porzione stigmatica (tranne in Eupatoriaea). Questo gruppo viene anche definito Phytomelanic cipsela e forma un clade caratterizzato dalla presenza nella cipsela di uno strato di fitomelanina.
Il numero cromosomico delle varie specie della sottotribù è: 2n = 20.

### Composizione della sottotribù
La sottotribù comprende 4 generi e 76 specie.

| Genere                                     | N. specie | Distribuzione                          |
| ------------------------------------------ | --------- | -------------------------------------- |
| Austroeupatorium R.M. King & H. Rob., 1970 | 13 spp.   | Sud America                            |
| Eupatorium L., 1753                        | 45 spp.   | Eurasia e Nord America                 |
| Hatschbachiella R.M. King & H. Rob., 1972  | 2 spp.    | Argentina, Brasile, Paraguay e Uruguay |
| Stomatanthes R.M. King & H. Rob., 1970     | 16 spp.   | Africa, Brasile, Paraguay e Uruguay    |

Alcune checklist considerano le specie della sezione Verticillatum DC. del genere Eupatorium descritte come genere Eutrochium Raf..

### Chiave per i generi
Per meglio comprendere ed individuare i vari generi della sottotribù l'elenco seguente utilizza il sistema delle chiavi analitiche:
- Gruppo 1A: il corpo dell'achenio è cosparso di setole;
  - Gruppo 2A: le infiorescenze hanno una forma piramidale o tirsoide (se la forma è corimbosa, allora sono distribuite in Africa);

genere Stomatanthes
- Gruppo 2B: le infiorescenze sono corimbose;

genere Hatschbachiella
- Gruppo 1B: il corpo dell'achenio è cosparso solamente da ghiandole;
  - Gruppo 3A: il carpoforo è indistinguibile o assente; sono piante cosmopolite ma non sono presenti in Sud America;

genere Eupatorium
- Gruppo 3B: il carpoforo è ampio è distinguibile; la distribuzione di queste specie è relativa al Sud America;

genere Austroeupatorium

## Alcune specie

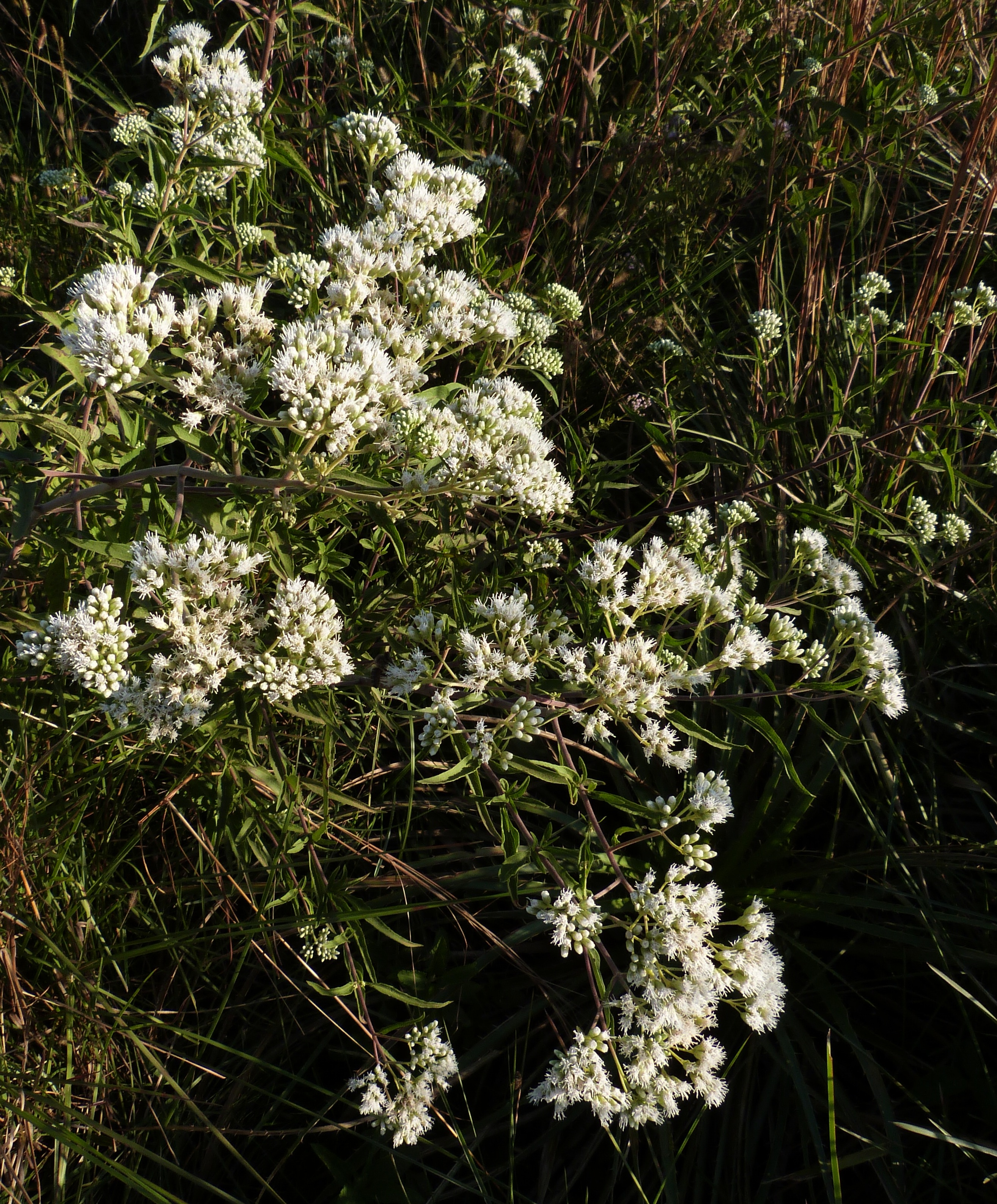
Austroeupatorium inulifolium
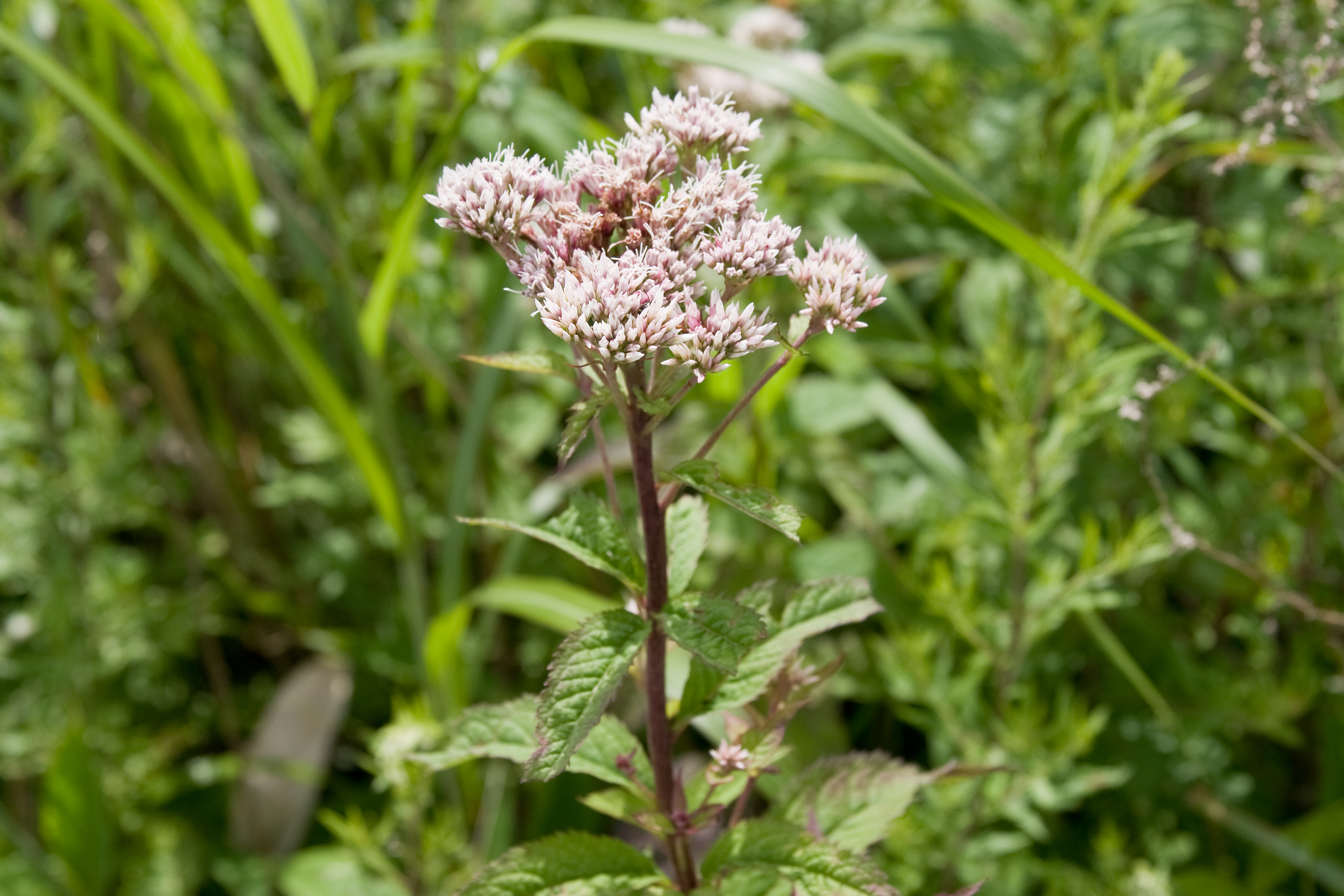
Eupatorium chinense
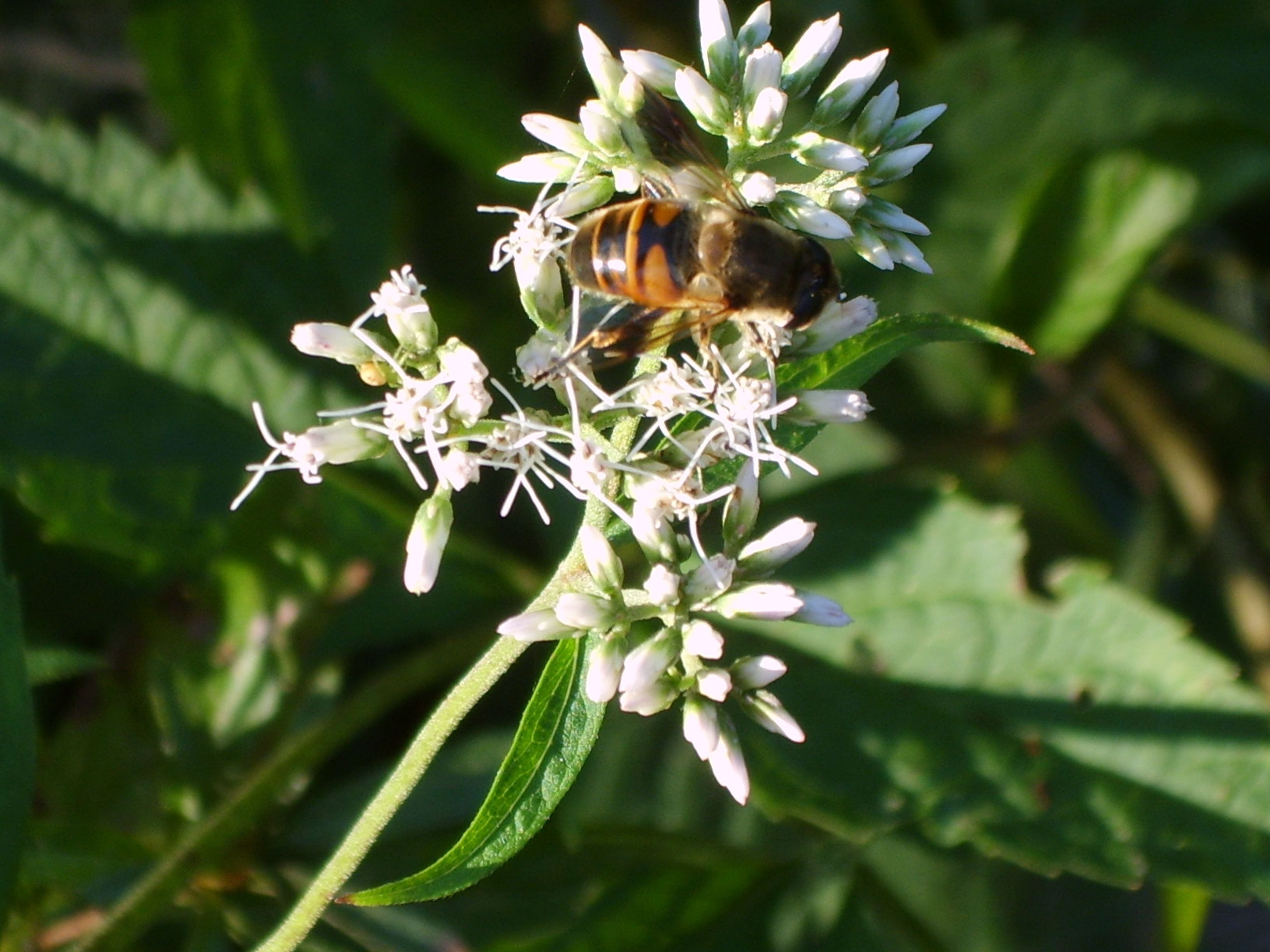
Eupatorium japonicum
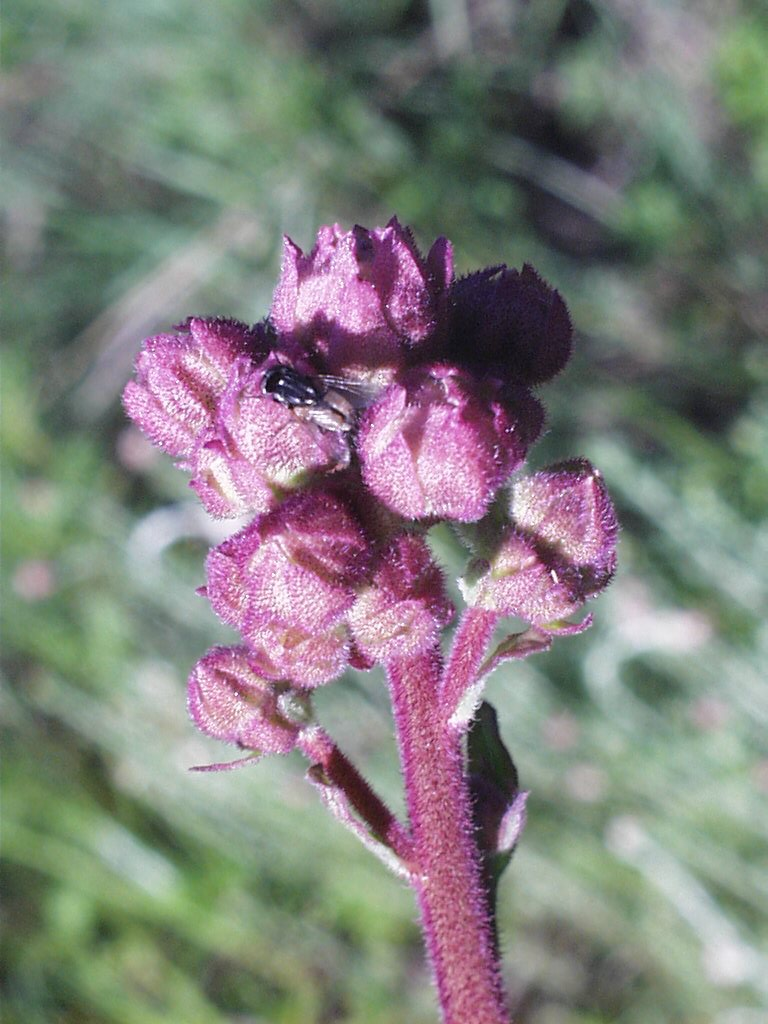
Eupatorium macrocephalum
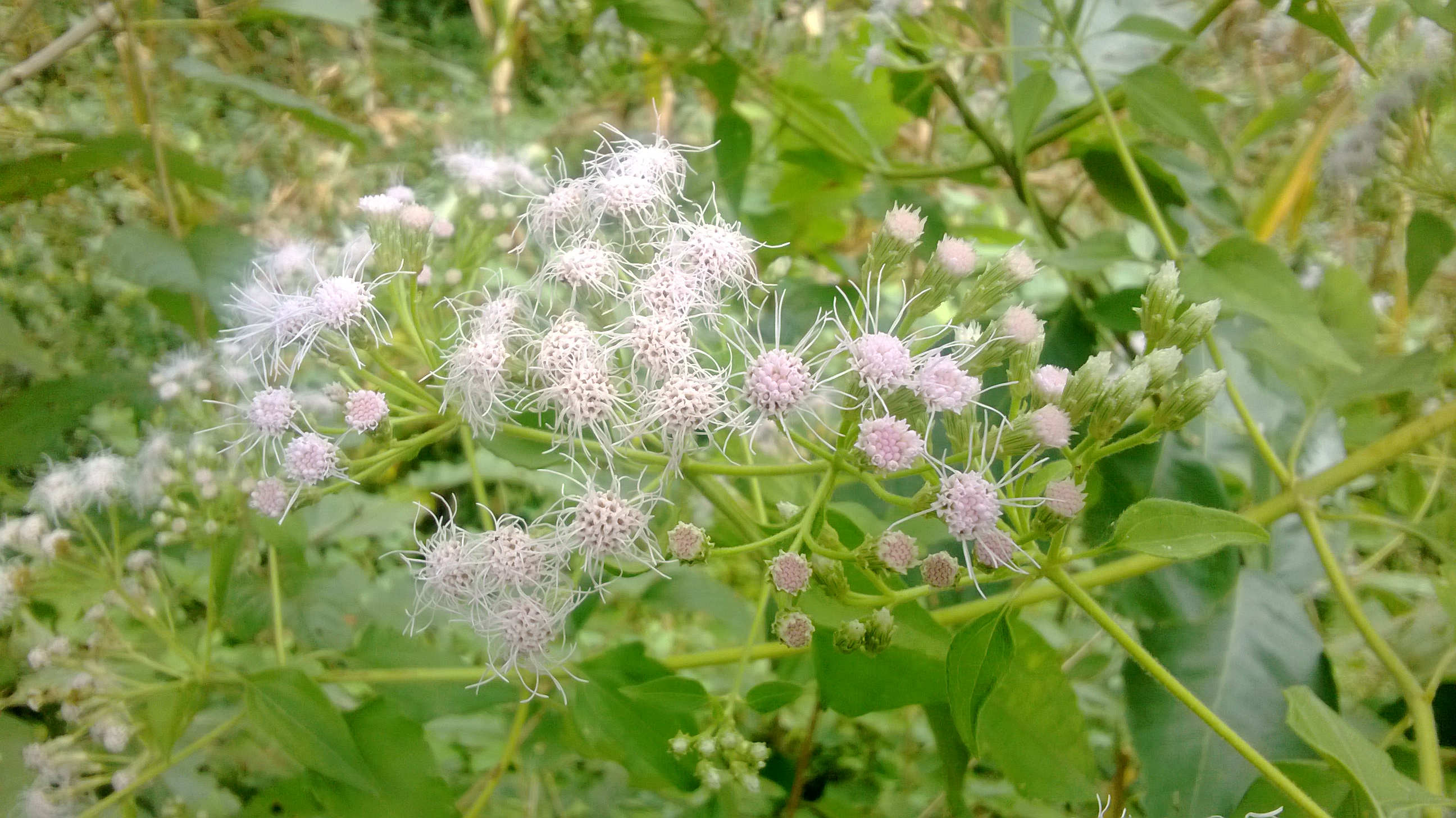
Eupatorium odoratum
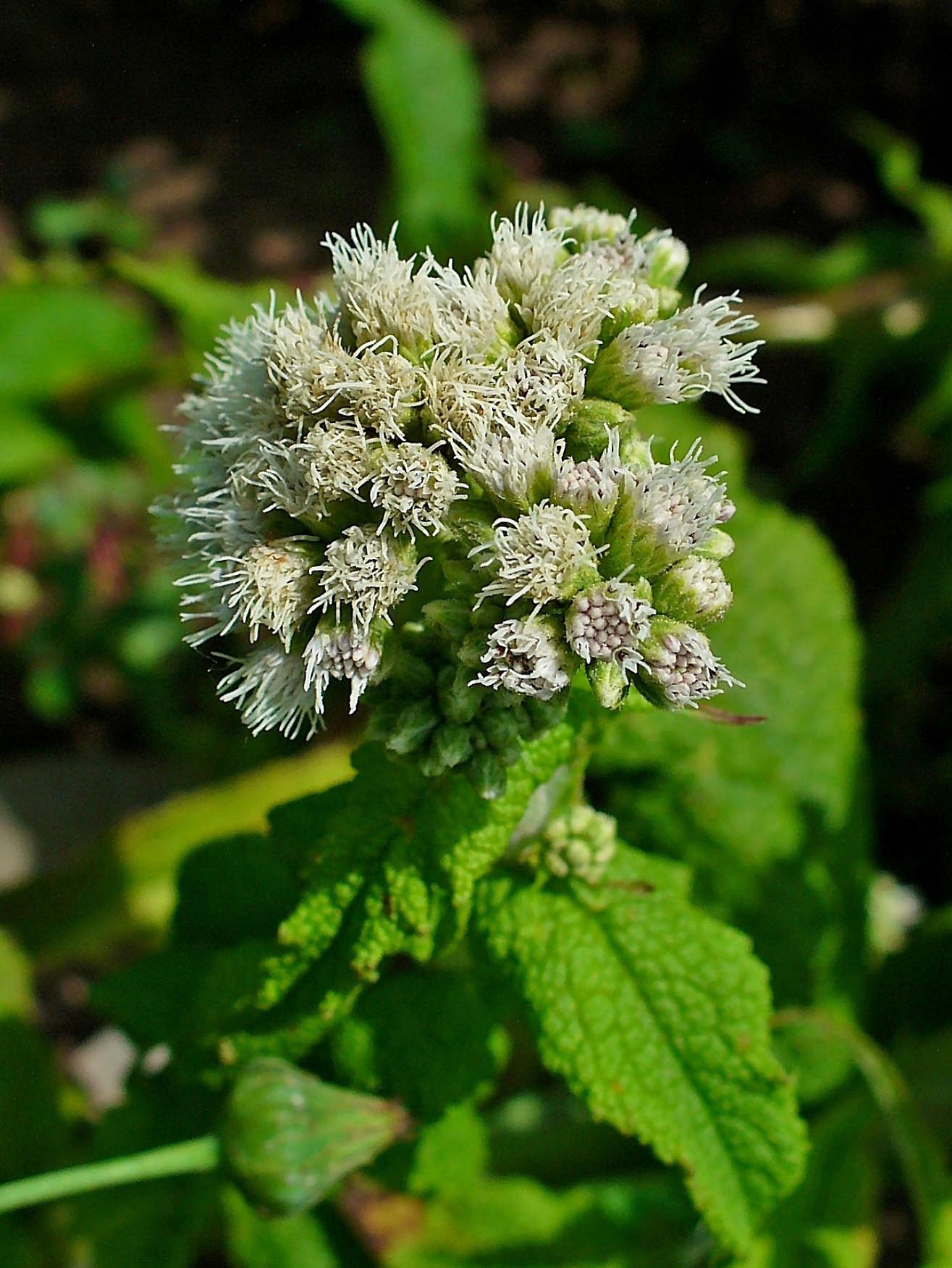
Eupatorium perfoliatum
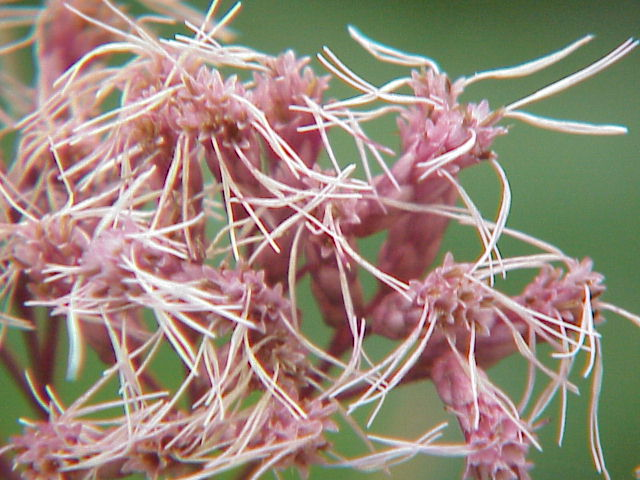
Eupatorium purpureum
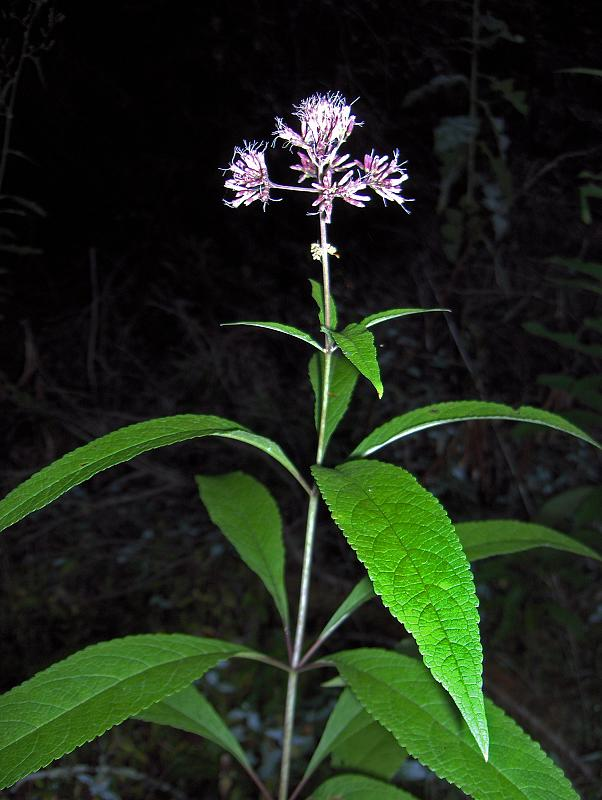
Eupatorium fistulosum